# 拟方形碘泡虫
拟方形碘泡虫（学名：Myxobolus pseudosquarae）为碘泡科碘泡虫属的动物。在中国，分布于浙江、湖北等，营寄生生活，寄生在鲫的鳃以及鲤的尾鳍。